# Nilufar Yakubbaeva
Nilufar Yakubbaeva est une joueuse d'échecs ouzbèke née le 29 août 2000, grand maître international féminin depuis 2022.
Au 1er novembre 2022, elle est la première joueuse ouzbèke avec un classement Elo de 2 350 points.

## Biographie et carrière
Nilufar Yakubbaeva est la sœur du grand maître international Nodirbek Yakubboev (né en 2002, également trois fois champion d'Ouzbékistan).
Elle a remporté le championnat féminin d'Ouzbékistan à trois reprises : en 2019, 2020 et 2021. 
Yakubbaeva a représenté l'Ouzbékistan à la Coupe du monde d'échecs féminine 2021 à Sotchi où elle fut éliminée au premier tour par la joueuse péruvienne Deysi Cori.
Elle a joué au premier échiquier de l'équipe féminine d'Ouzbékistan à l'Olympiade d'échecs de 2022.